# Dodi Lukebakio
Dodi Lukebakio Ngandoli, född 24 september 1997 i Asse, är en belgisk-kongolesisk fotbollsspelare som spelar för Sevilla. 

## Karriär
Den 30 augusti 2021 lånades Lukebakio ut av Hertha Berlin till Wolfsburg på ett säsongslån.
Den 24 augusti 2023 värvades Lukebakio av Sevilla, där han skrev på ett femårskontrakt.